# Józef Hofmann
Józef Kazimierz Hofmann (anche conosciuto come Josef Casimir Hofmann) (Podgórze, 20 gennaio 1876 – Los Angeles, 16 febbraio 1957) è stato un pianista e compositore polacco naturalizzato statunitense.

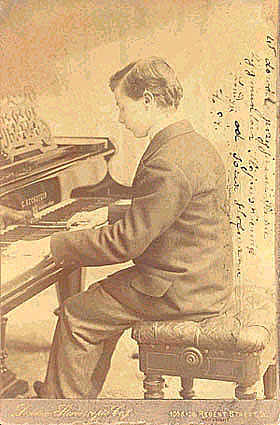
Il giovane Hofmann al pianoforte.

Molti intenditori e critici musicali sono d'accordo nel considerare Hofmann uno dei più grandi pianisti di tutti i tempi.